# (5825) Rakuyou
(5825) Rakuyou (1990 BR1) – planetoida z pasa głównego asteroid okrążająca Słońce w ciągu 4,34 lat w średniej odległości 2,66 j.a. Odkryta 21 stycznia 1990 roku.